# Mine, Yamaguchi
Mine (japanska: 美祢市?, Mine-shi) är en stad i Yamaguchi prefektur och är belägen på den sydvästra delen av ön Honshū i Japan. Mine fick stadsrättigheter 1954.. 